# Alicia Palacios Cañas
Alicia Palacios Cañas (Tomelloso, siglo XX) es una química española experta en física atómica y molecular y en supercomputación, presidenta del Comité Ejecutivo de la División de Física Atómica y Molecular de la Sociedad Europea de Física.

## Trayectoria
Palacios Cañas se licenció en química. En 2006 se doctoró en química teórica y computacional en la Universidad Autónoma de Madrid. Tras ello, y hasta finales de 2009, realizó en la Universidad de Berkeley una estancia posdoctoral, obteniendo a continuación un contrato Juan de la Cierva en la Universidad Autónoma de Madrid, además de una Marie Curie Reintegration Grant para el desarrollo del Proyecto Attotrend, formando parte del departamento de química de la Universidad Autónoma de Madrid. También realizó estancias pre y posdoctorales en la Universidad de Burdeos.
Ha centrado su labor investigadora en física atómica y molecular y es también experta en supercomputación. Formó parte del equipo de investigación que consiguió observar por primera vez el movimiento correlacionado de electrones y núcleos en una molécula de hidrógeno, en el que se encontraban miembros de IMDEA Nanociencia, el Instituto Politécnico de Zúrich y de la Universidad Autónoma de Madrid. Ha publicado en torno a 70 artículos científicos en publicaciones a nivel internacional, como la revista Science e impartido ponencias en diversas conferencias y congresos internacionales.
En 2019 fue nombrada vicepresidenta del Comité Ejecutivo de la División de Física Atómica y Molecular de la Sociedad Europea de Física, y en 2022 fue nombrada presidenta del mismo.

## Reconocimientos
En 2006 consiguió el Premio Extraordinario de Doctorado de la Universidad Autónoma de Madrid. En 2018, fue pregonera de las fiestas de su localidad natal, Tomelloso. En 2019 fue reconocida con el premio Mildred Dresselhaus en la categoría junior, concedido por la Universidad de Hamburgo, por sus aportaciones a la química teórica y computacional.